# Milford Track
Der Milford Track ist eine viertägige Wanderung durch einen Teil des Fiordland National Park auf der Südinsel von Neuseeland, die ungeführt (als sogenannter independent walker) oder als geführte Tour (guided walk) gebucht werden kann und zu den Great Walks Neuseelands gehört.

## Allgemeines
Zur Bewältigung der Besuchermassen wurde ein straffes Buchungssystem eingeführt. Pro Tag werden nur maximal 90 Wanderer auf die Strecke gelassen (40 unabhängige Wanderer und 50 geführten Touren). Auf der 53,5 km langen Strecke befinden sich in unterschiedlichen Abständen sechs Hütten, jeweils drei für ungeführte und für geführte Wanderungen. Camping ist nicht erlaubt, auf jeder Hütte ist nur eine Übernachtung möglich und der Weg darf nur in einer Richtung begangen werden. Mit einem Boot wird man über den Lake Te Anau zum Ausgangspunkt gebracht.
An den jeweiligen Übernachtungsplätzen gibt es mehrere Gebäude: einen oder zwei Schlafsäle mit Stockbetten und eine Aufenthaltshütte mit Gaskochern, Kaltwasser, Holzofen und dem Hüttenbuch. Hier berichtet abends der Ranger über die Wetterprognosen (meist Regenfälle) für die nächsten Tage und eventuelle Gefahren auf der nächsten Etappe.
Während der Nebensaison gelten die meisten der Einschränkungen nicht, doch ist der Track durch die winterlichen Bedingungen erschwert passierbar, viel gefährlicher und nur für sehr erfahrene und richtig ausgerüstete Wanderer zu bewältigen.

## Streckenbeschreibung
Wanderer der ungeführten Tour erreichen die erste Hütte (Clinton Hut) nach ungefähr einer Stunde Fußmarsch durch den Regenwald.
Am zweiten Tag erreicht man nach ca. 16,5 km bzw. 6 Stunden durch Mooswälder, Steppen und Regenwälder die Mintaro Hut. Die dritte Etappe führt über den 1069 m hohen Omanui / McKinnon Pass mit Ausblick über die Fiordlands an zahlreichen Wasserfällen vorbei und über mehrere Hängebrücken zur Dumpling Hut. Die 14 km lange Wegstrecke (6 bis 7 Stunden) führt am Lake Ada entlang, ein Seitenweg führt zu den Sutherland Falls.
Am letzten Tag erreicht man nach 18 km das Ziel, den Sandfly Point, der mit gutem Grund nach Kriebelmücken der auf Neuseelands Südinsel und auf Stewart Island endemischen Gattung Austrosimulium ungulatum (englisch West Coast sandfly) benannt ist. Von dort bringt ein Boot die Wanderer durch den Milford Sound/Piopiotahi zum gleichnamigen Hafen.

## Geschichte
Den Landweg zum Milford Sound – den heutigen Milford Track –  entdeckten 1888 Quintin McKinnon und Ernest Mitchell. In Erinnerung daran wurde am Fjordland Vistor Centre in Te Anau die Quintin McKinnon Statue aufgestellt.

## Foto-Galerie

Foto-Galerie
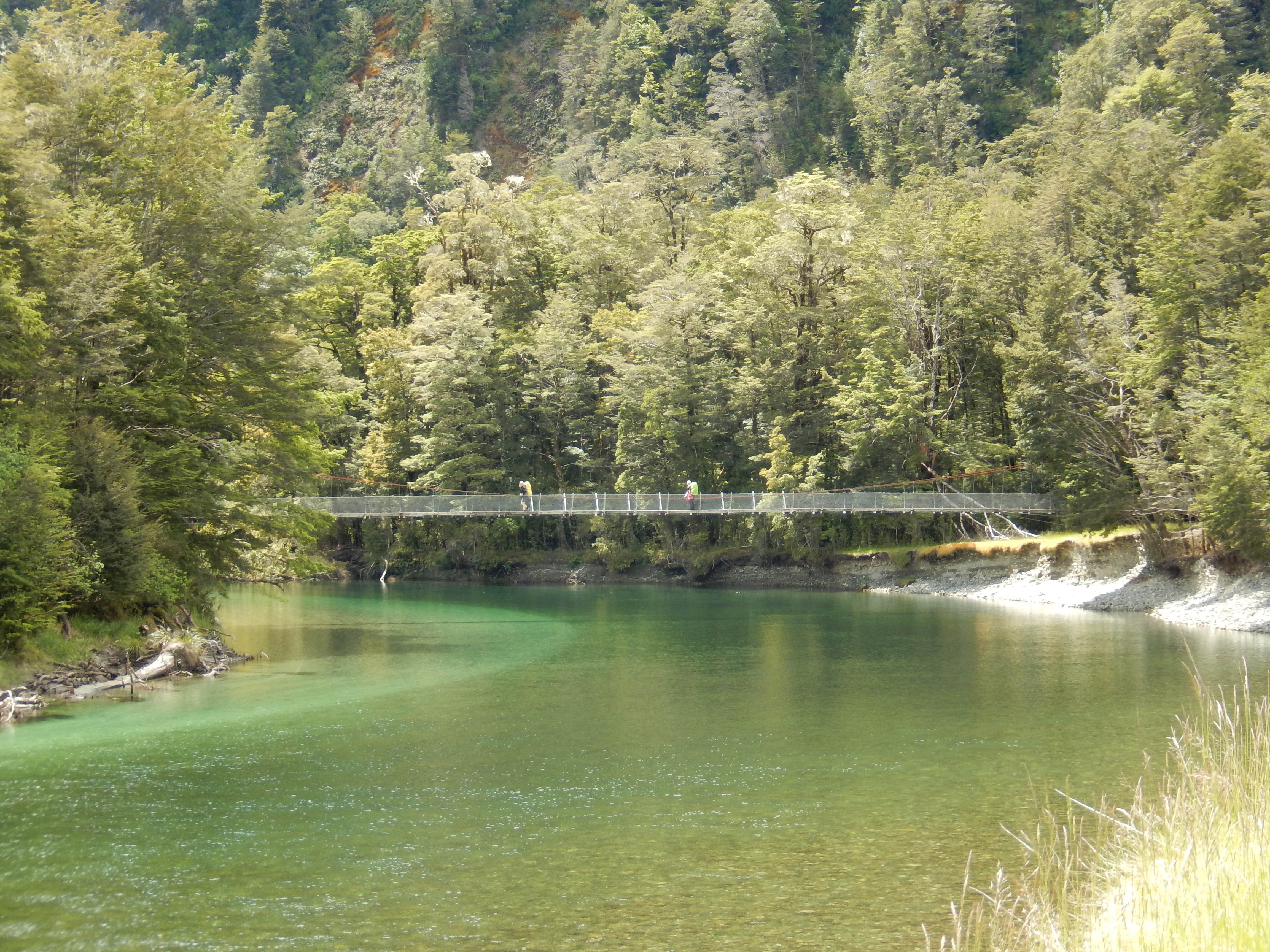
Überschreitung des Clinton River
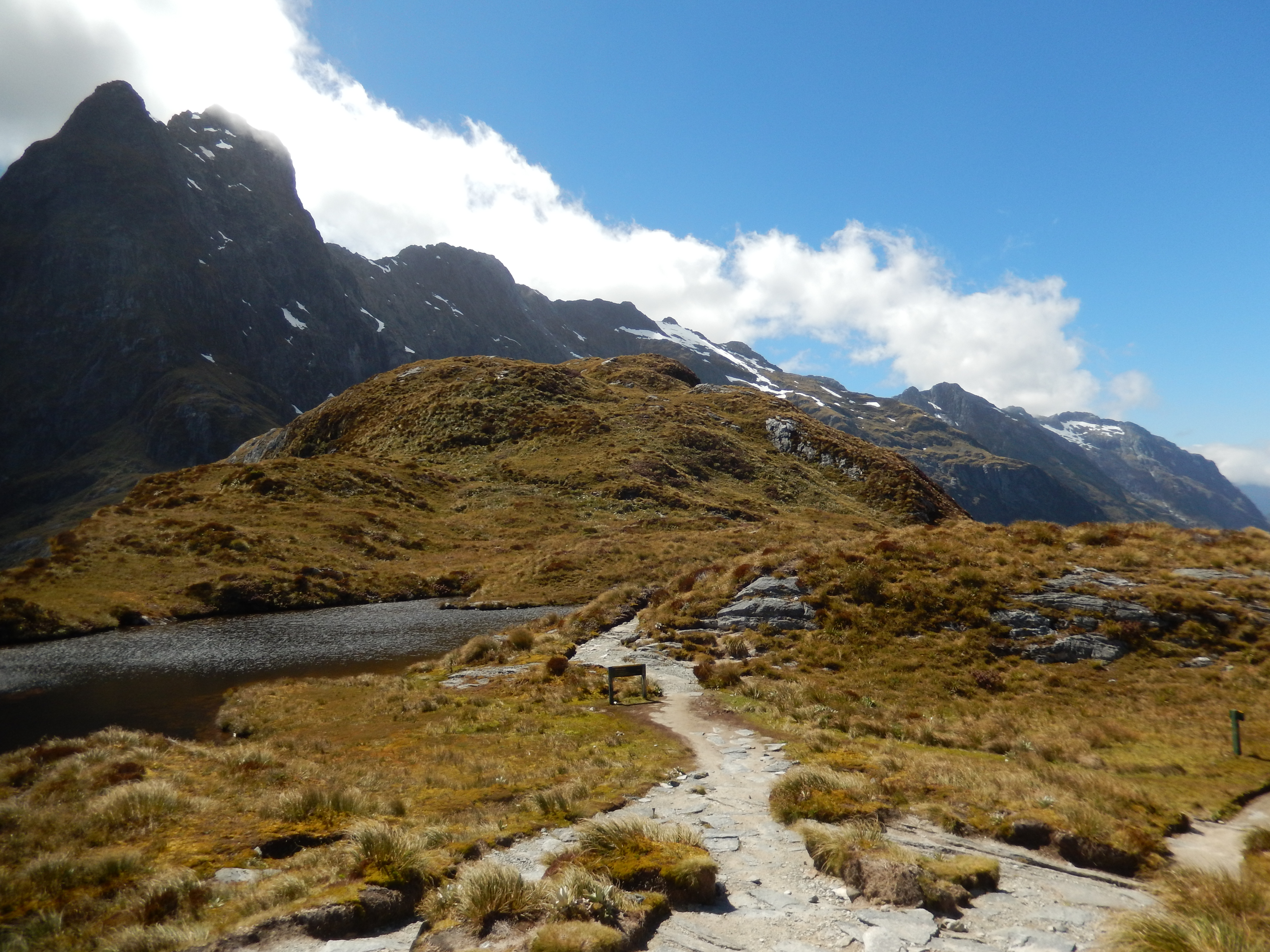
Omanui / McKinnon Pass Überquerung
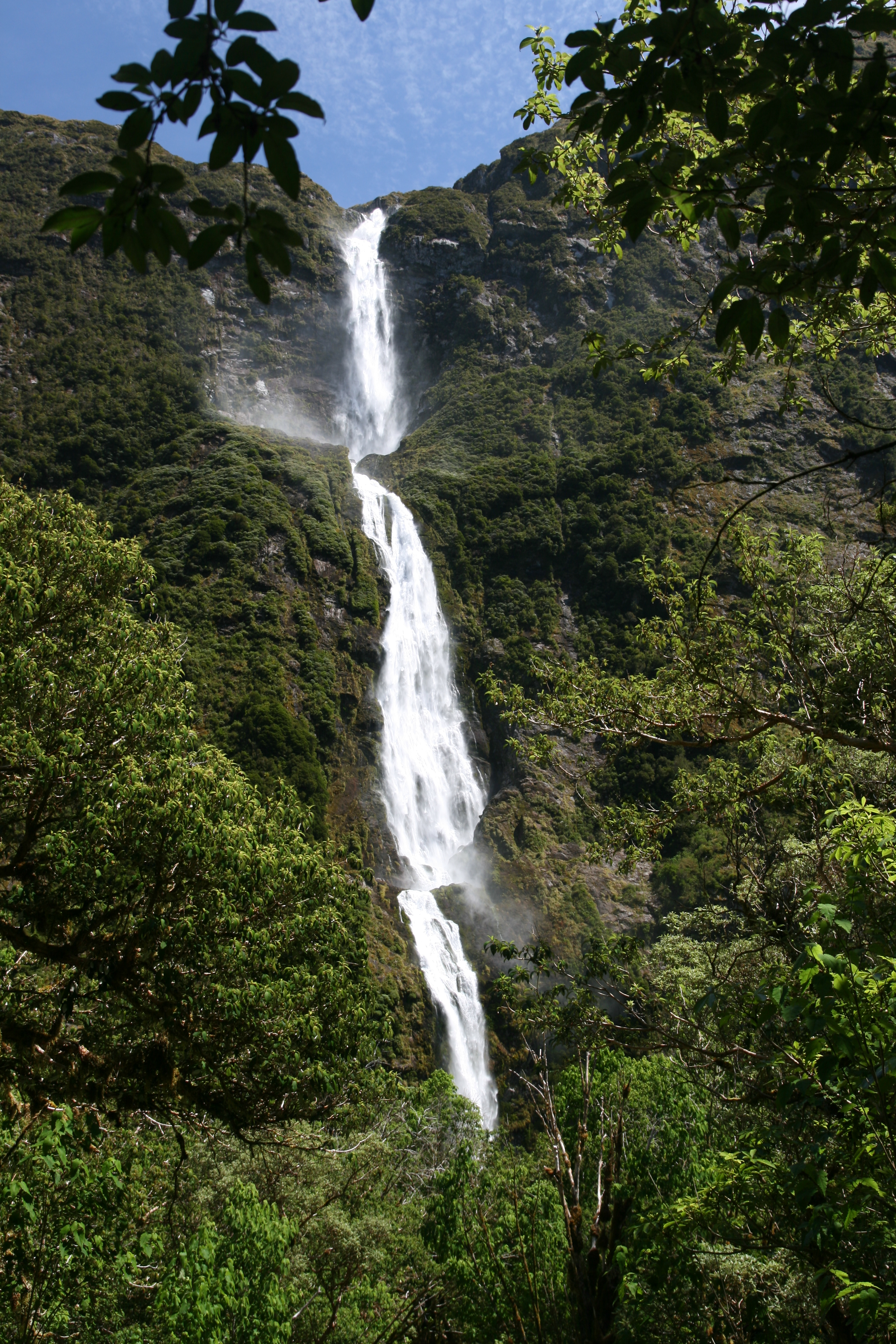
Sutherland Falls
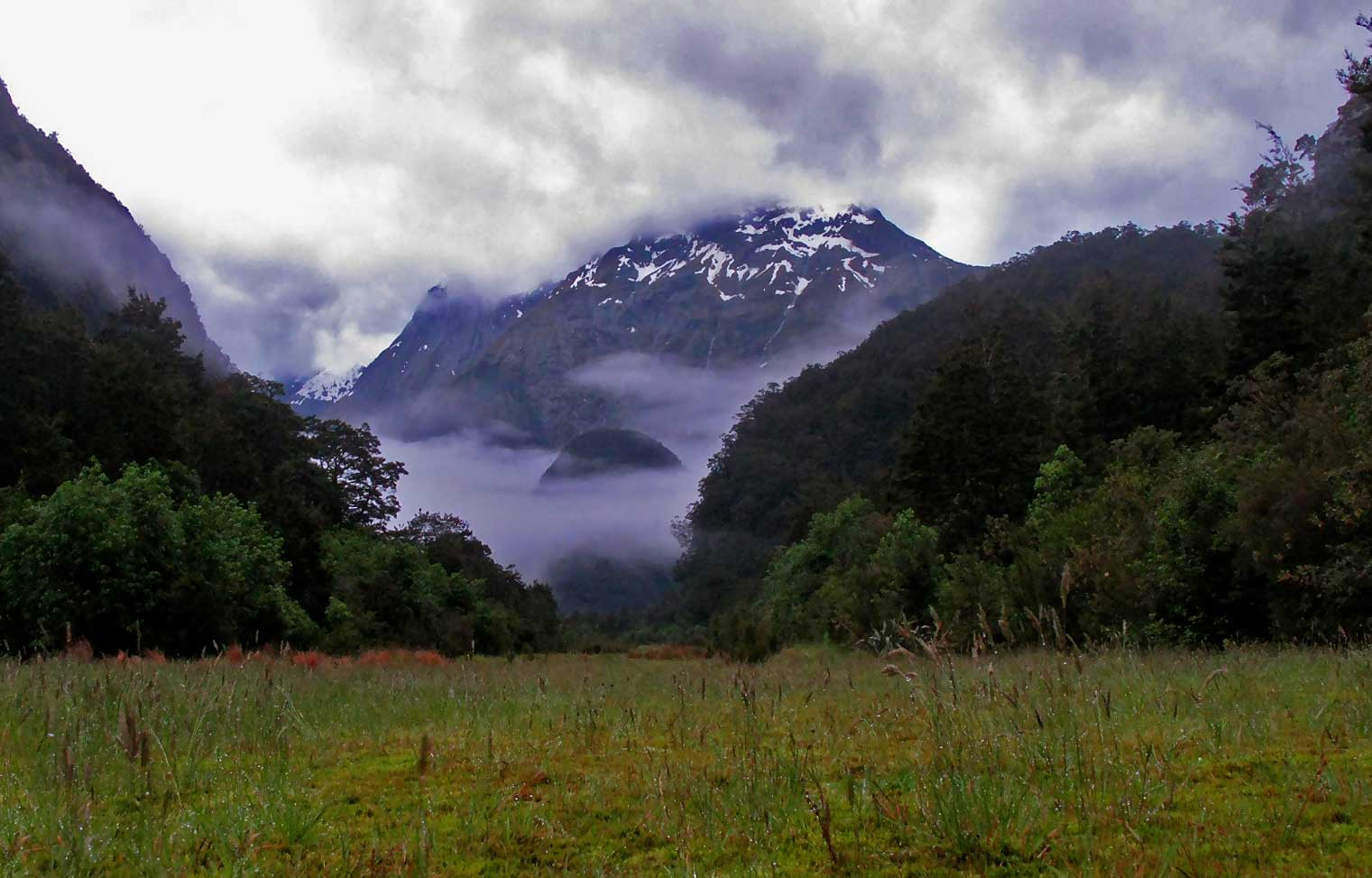
Panorama nahe der Quintin Lodge
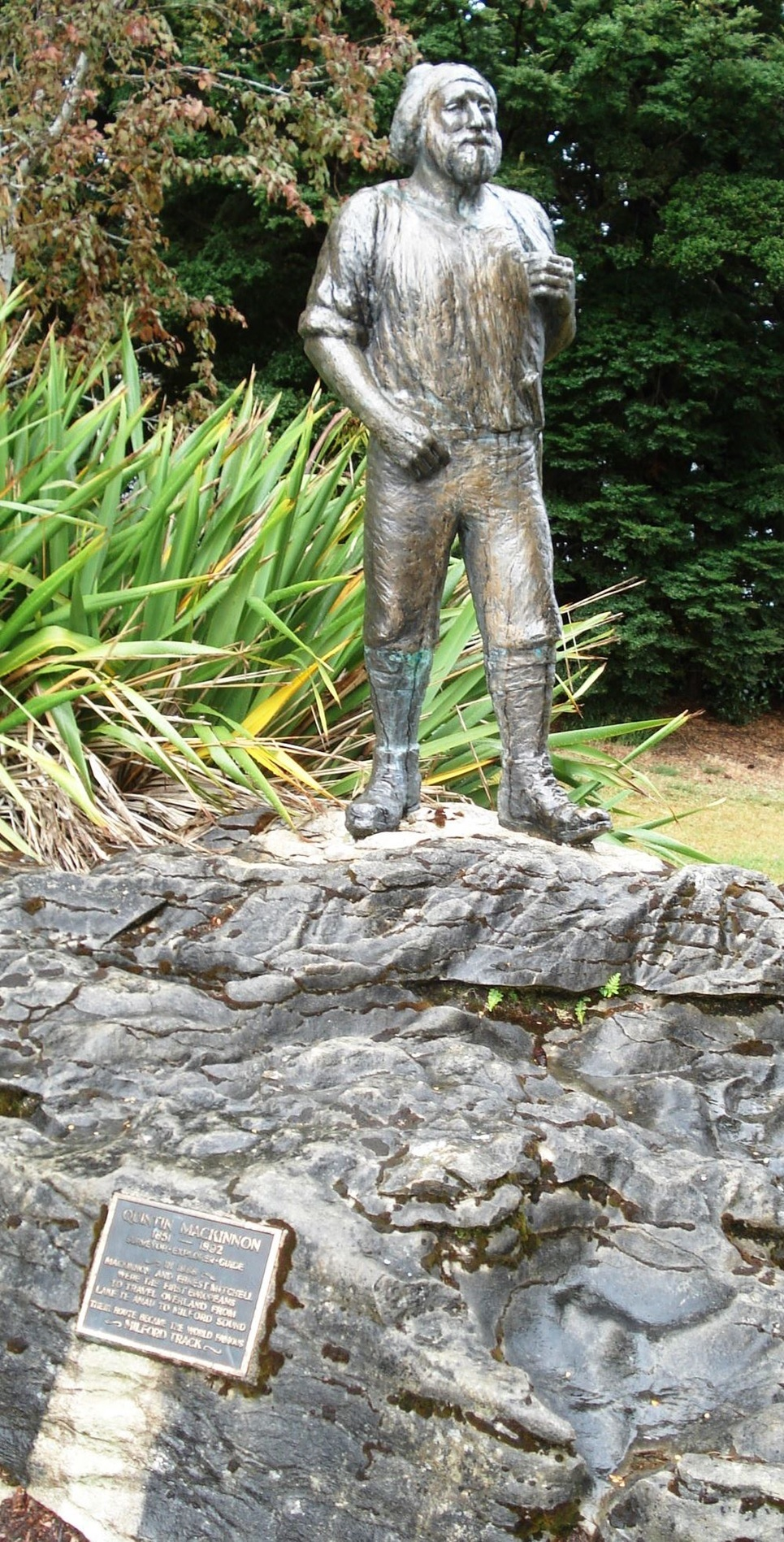
Quintin McKinnon Statue in Te Anau – zur Erinnerung an Quintin McKinnon und Ernest Mitchell